# Freund (Familienname)
Freund ist ein Familienname.

## Namensträger

### A
- Adolf Freund (1893–1980), deutscher Maurermeister und sozialdemokratischer Politiker
- Adolf Walter Freund (1899–1983), deutscher Schriftsteller und Übersetzer
- Agnes Freund (1860–nach 1924), deutsche Schauspielerin
- Alexander Freund (* 1993), deutscher Fernsehdarsteller
- Alexandra Freund (1967–2001), deutsche Moderatorin
- Alexandra M. Freund (* 1964), schweizerisch-deutsche Psychologin
- Alina Freund (* 1997), deutsche Schauspielerin und Synchronsprecherin
- August Freund (Chemiker) (1835–1892), galizischer Chemiker
- August Freund (Gewerkschafter) (1926–1997), deutscher Gewerkschafter und Politiker
- Auguste Freund (1882–1944), italienische Händlerin und Opfer des Holocaust, siehe Liste der Stolpersteine in Bozen

### B
- Bill Freund (* 1926), US-amerikanischer Ökonom, siehe William Curt Freund
- Bill Freund (Radsportler) (William Rudolph Freund; * 1941), US-amerikanischer Radsportler
- Bill Freund (Historiker) (William Mark Freund; 1944–2020), US-amerikanisch-südafrikanischer Historiker
- Birgit Freund (* 1955), deutsche Juristin, Richterin, Gerichtspräsidentin

### C
- Cajetan Freund (1873–1962), deutscher Journalist
- Charles Freund (1775–??), deutscher Maler
- Christian Freund (* 1990), deutscher Schauspieler
- Christoph Freund (* 1977), österreichischer Fußballspieler

### D
- David Freund (1801–1880), deutscher Landwirt und Politiker
- Daniel Freund (* 1984), deutscher Politiker
- Daniela Freund (* 1971), deutsche Volleyballspielerin

### E
- Emil Freund (1898–nach 1976), deutscher Musikwissenschaftler, Musikpädagoge, Blindenschriftsystematiker und Verbandsfunktionär
- Erich Freund (Regisseur) (1902–1958), deutscher Regisseur
- Erich Freund (Wirtschaftsfunktionär) (1913–1998), deutscher Wirtschaftsfunktionär
- Ernst Freund (Mediziner) (1863–1946), österreichischer Mediziner und Chemiker
- Ernst Freund (Rechtswissenschaftler) (1864–1932), US-amerikanischer Jurist, Sozialreformer, Publizist und Hochschullehrer
- Ernst Freund (Unternehmer) (1867–nach 1924), deutscher Unternehmer
- Eugen Freund (* 1951), österreichischer Fernsehjournalist

### F
- Fanny Freund-Marcus (1872–1942), österreichische Publizistin
- Ferdinand Freund (1893–1960), österreichischer Politiker (SPÖ)
- Florian Freund (* 1953), österreichischer Historiker
- Franz Freund (1729–1795), deutscher Maler
- Friedrich Freund (Verwaltungsjurist) (1861–1924), deutscher Verwaltungsjurist, Staatssekretär im Innenministerium
- Friedrich Julius Freund (1898–1944), deutscher Rechtsanwalt, NS-Opfer
- Fritz Freund (Maler) (1859–1936), deutscher Maler
- Fritz Freund (Verleger) (1879–1950), österreichischer Lyriker und Verleger

### G
- Georg Freund (Rechtswissenschaftler) (* 1956), deutscher Rechtswissenschaftler und Hochschullehrer
- Georg Christian Freund (Fabrikant) (1792–1819), deutscher Maschinenbauer und Industrieller
- Georg Christian Freund (Bildhauer) (1821–1900), dänischer Bildhauer
- Georg Heinrich Freund (1774–1840), deutscher Landwirt und waldeckischer Landstand
- Gerhard Freund (1925–1979), österreichischer Schauspieler, Sänger, Journalist und Kulturmanager
- Gisela Freund (1920–2023), deutsche Archäologin
- Gisèle Freund (1908–2000), deutsch-französische Fotografin
- Grete Freund (1885–1982), österreichische Schauspielerin und Sängerin
- Günter Freund (1922–2010), deutscher Hörfunkmoderator

### H
- Hanns Egon Freund (1931–2016), deutscher Jurist
- Hans Freund (Widerstandskämpfer) (1901–1959), deutscher Widerstandskämpfer
- Hans David Freund (Moulin; 1912–1937), deutscher Trotzkist
- Hans Georg Freund (1905–1942), deutscher Politiker (NSDAP)
- Hans-Joachim Freund (Mediziner) (* 1935), deutscher Neurologe
- Hans-Joachim Freund (Chemiker) (* 1951), deutscher Chemiker und Physiker
- Heinrich Freund (1858–1946), deutscher Eisenbahnbeamter, Heimatforscher und Denkmalpfleger
- Helmut Freund (1915–nach 1979), deutscher Mathematiker, Didaktiker und Hochschullehrer
- Hermann Freund (Mediziner) (1882–1944), deutscher Pharmakologe
- Hermann Ernst Freund (1786–1840), dänischer Bildhauer
- Horst Freund (Drehbuchautor) (* 1955), deutscher Drehbuchautor
- Horst Freund (Fußballspieler) (* 1960), deutscher Fußballspieler
- Horst Freund, Autorenpseudonym von Philipp Löhle (* 1978), deutscher Dramatiker und Theaterregisseur
- Hugo Freund (1879–1942), österreichisch-ungarischer Unternehmer

### I
- Ida Freund (1863–1914), erste Universitätsdozentin im Vereinigten Königreich
- Ida Freund (Aktivistin) (1868–1931), deutschsprachige Publizistin und Malerin in Prag
- Ismar Freund (1876–1956), deutscher Jurist, Historiker und Rabbiner

### J
- J. Hellmut Freund (Joachim Hellmut Freund; 1919–2004), deutscher Lektor und Autor
- Jakob Freund (* 1946), Schweizer Musiker und Politiker
- Johann Freund (Jurist) (1555–1594), deutscher Jurist und Beamter
- Johann Anton von Freund (1734–1809), deutscher Generalmajor
- Johann Ehrenfried Freund (1834–1903), deutscher Politiker und Wohltäter
- Johanna Kampmann-Freund (1888–1940), österreichische Malerin und Grafikerin
- Joki Freund (Walter Jakob Freund; 1926–2012), deutscher Jazzmusiker
- Josef Freund von Arlhausen (1845–1933), österreichischer General der Kavallerie
- Jules T. Freund (1890–1960), amerikanischer Immunologe
- Julien Freund (1921–1993), französischer Soziologe und Politikwissenschaftler
- Julius Freund (Schriftsteller) (1862–1914), deutscher Schriftsteller
- Julius Freund (Unternehmer) (1869–1941), deutscher Unternehmer und Kunstsammler
- Julius Conrad Freund (1801–1877), deutscher Maschinenbauer und Industrieller

### K
- Karl Freund (Kunsthistoriker) (1882–1943), deutscher Kunsthistoriker
- Karl Freund (Kameramann) (1890–1969), deutscher Kameramann
- Karl Freund (Musiker) (1904–1955), deutscher Geiger
- Karl Freund (Politiker) (* 1947), österreichischer Politiker (ÖVP)
- Katrin Freund (* 1967), deutsche Politikerin
- Klaus Freund (* 1938), deutscher Radrennfahrer
- Kurt Freund (1914–1996), deutsch-tschechischer Sexualwissenschaftler

### L
- Lambert B. Freund (1942–2024), US-amerikanischer Ingenieur
- Lea Freund (* 1996), deutsche Schauspielerin
- Lisa Freund (1951–2024), deutsche Autorin, Supervisorin und Sterbebegleiterin
- Leopold Freund (1868–1943), österreichischer Radiologe
- Lothar Freund (Kunsthistoriker) (1903–1942), deutscher Kunsthistoriker
- Lothar Freund (Jurist) (1930–2010), deutscher Jurist
- Lothar Freund (Grafiker) (1930–2017), deutscher Grafiker
- Lothar Freund (Musiker) (* 1962), deutscher Musiker
- Ludwig Freund (Zoologe) (1878–1953), österreichischer Zoologe
- Ludwig Freund (Politikwissenschaftler) (1898–1970), deutsch-jüdischer Philosoph und Politologe
- Ludwig Freund (1904–1952), später Ludvík Frejka, tschechischer Politiker und Publizist

### M
- Max Freund (1879–1980), US-amerikanischer Germanist und Hochschullehrer deutscher Herkunft
- Marc Freund (* 1972), deutscher Autor
- Martin Freund (1863–1920), deutscher Chemiker
- Mathias Freund (1949–2023), deutscher Onkologe und Hochschullehrer
- Michael Freund (Politikwissenschaftler) (1902–1972), deutscher Politikwissenschaftler und Historiker
- Michael Freund (Journalist) (* 1949), österreichischer Journalist und Sozialwissenschaftler
- Michael Freund (Fahrsportler) (* 1954), deutscher Vierspännerfahrer und Trainer

### N
- Nadine Freund (* 1978), deutsche Historikerin
- Nikolas Freund (* 2007), österreichischer Fußballspieler

### O
- Oliver Freund (* 1970), deutscher Fußballspieler
- Oliver Freund (Basketballfunktionär), österreichischer Basketballfunktionär
- Otto Kahn-Freund (1900–1979), deutscher Jurist und Widerstandskämpfer

### P
- Paul Freund (1941–2020), deutscher Landwirt, Heimatforscher und Hobby-Archäologe
- Paul A. Freund (1908–1992), US-amerikanischer Jurist, Rechtswissenschaftler und Hochschullehrer
- Peter Freund (Musiker) (1905–1979), deutscher Violinist und Dirigent
- Peter Freund (Physiker) (1936–2018), US-amerikanischer Physiker
- Peter Freund (Architekt) (* 1940), deutscher Architekt
- Peter Freund (Schriftsteller) (* 1952), deutscher Schriftsteller
- Peter Freund (Fußballspieler) (* 1953), deutscher Fußballspieler

### R
- Renate Freund (* 1939), deutsche Schriftstellerin
- René Freund (* 1967), österreichischer Schriftsteller
- Richard Freund (Jurist) (1859–1941), deutscher Jurist und Verwaltungsbeamter
- Richard Freund (Mediziner) (1872–1942), deutscher Gynäkologe
- Richard Freund (Journalist, 1879) (1879–1942), tschechischer Journalist und Schriftsteller
- Richard Freund (Politiker, 1891) (1891–1974), österreichischer Politiker (SPÖ)
- Richard Freund (Journalist, 1900) (auch Richard Henry Fry; 1900–2002), deutsch-britischer Journalist
- Richard Freund (Politiker, 1920) (1920–2010), deutscher Angestellter und Politiker (CSU)
- Richard F. Freund (* 1940), US-amerikanischer Informatiker und Erfinder
- Robert Freund (Pianist) (1852–1936), ungarischer Pianist und Komponist
- Robert Freund (Hornist) (* 1932), österreichischer Hornist
- Robert Freund (Glasmaler) (* 1981), österreichischer bildender Künstler
- Roland Freund (* 1955), deutscher Wasserballspieler
- Rolf Freund (* 1942), deutscher Winzer und Unternehmer
- Rudolf Freund (Manager) (1877–1959), deutscher Jurist und Wirtschaftsmanager, Emigration nach Kuba und in die USA
- Rudolf Freund (Mediziner) (1896–nach 1935), deutscher Internist und Tropenmediziner
- Rudolf Freund (Wirtschaftswissenschaftler) (1905–1956), deutschamerikanischer Wirtschaftswissenschaftler und Hochschullehrer
- Rudolf Freund (Handballspieler), deutscher Handballspieler
- Rudolf Freund (Heimatforscher) (1909–1995), deutscher Jurist und Heimatforscher
- Rudolf Freund (Maler) (1915–1969), US-amerikanischer Maler, Zeichner und Illustrator
- Rudolf Freund (Informatiker) (* 1956), österreichischer Informatiker und Hochschullehrer
- Rudolf J. Freund (Rudolf Jakob Freund; 1927–2014), deutschamerikanischer Statistiker und Hochschullehrer

### S
- Samuel Freund (1868–1939), deutscher Rabbiner
- Severin Freund (* 1988), deutscher Skispringer
- Shlomo Freund-Avieli (Siegfried Freund; 1895–1988), israelischer Veterinär deutscher Herkunft, Zionist und Leiter des israelischen Tiergesundheitsamtes
- Simon Freund (* 1996), schwedischer Tennisspieler
- Stefan Freund (* 1969), deutscher Altphilologe
- Stephan Freund (* 1963), deutscher Historiker
- Steffen Freund (* 1970), deutscher Fußballspieler
- Susanne Freund (Drehbuchautorin) (Susanne Egginger; * 1954), österreichische Drehbuchautorin und Regisseurin
- Susanne Freund (Archivwissenschaftlerin) (* 1961), deutsche Historikerin, Archivwissenschaftlerin und Hochschullehrerin

### T
- Tamás Freund (* 1949), ungarischer Neurowissenschaftler
- Theodor Freund (1830–1916), deutscher Bergwerksdirektor und Wirklicher Geheimer Rat
- Thomas Freund (Politiker) (1850–1937), österreichischer Politiker (DVP/CSP)
- Thomas Freund (Staatssekretär) (1958–2019), deutscher politischer Beamter
- Tibor Freund (1910–2007), US-amerikanischer Maler und Architekt ungarischer Herkunft
- Tom Freund (* 1968), US-amerikanischer Singer-Songwriter

### U
- Ute Freund (* 1965), deutsche Kamerafrau
- Uwe Freund (* 1965), deutscher Autor, Journalist und Kommunikationstrainer

### V
- Viktor Freund (1902–1943), deutscher Widerstandskämpfer und NS-Opfer

### W
- Walter Freund (1928–1991), deutscher Historiker, Altphilologe, Kunsthistoriker und Pädagoge
- Walter Freund (Lebensmitteltechnologe) (* 1947), deutscher Lebensmitteltechnologe und Hochschullehrer
- Walter Jakob Freund (1926–2012), deutscher Jazzmusiker, siehe Joki Freund
- Walther Freund (1874–1952), deutscher Kinderarzt
- Werner Freund (1933–2014), deutscher Verhaltensforscher
- Wieland Freund (* 1969), deutscher Autor und Journalist
- Wilhelm Freund (Altphilologe) (1806–1894), deutscher Altphilologe
- Wilhelm Alexander Freund (1833–1917), deutscher Mediziner, Hochschullehrer und Schriftsteller
- Wilhelm Salomon Freund (1831–1915), deutscher Jurist und Politiker (DFP), MdR
- William Curt Freund (* 1926), US-amerikanischer Ökonom
- Winfried Freund (1938–2011), deutscher Germanist
- Wolfgang Freund (* 1966), deutscher Maler, Cartoonist und Mediendesigner

### Y
- Yoav Freund (* 1961), israelischer Informatiker